# Viliam Schrojf
Viliam Schrojf (Praga, 2 de agosto de 1931-Bratislava, 1 de septiembre de 2007) fue un futbolista internacional checoslovaco que jugó en la posición de portero.

## Biografía
Viliam Schrojf fue seleccionado 39 veces para jugar en la selección de fútbol de Checoslovaquia entre 1953 y 1965. Con su selección jugó en tres Copas del Mundo: 1954, 1958 y 1962. En su última aparición, los checos llegaron a la final, partido en el que jugó Schrojf perdiendo ante Brasil. Su buen desempeño le permitió ser destacado como el mejor portero del Mundial de 1962. Está en el Salón de la Fama del fútbol eslovaco.
A nivel de clubes, Schrojf jugó en Křídla vlasti Olomouc, Slovan Bratislava y Lokomotiva Košice.
El 2 de septiembre de 2007, los medios eslovacos anunciaron que Schrojf había fallecido a la edad de 76 años.